# 514

## Esdeveniments
- Rebel·lió a l'Imperi Romà d'Orient, comandada per Vitalius
- 20 de juliol: Hormisdes succeeix a Sínmac al capdavant de l'església Catòlica.[1]

## Necrològiques
- Papa Símmac, Papa catòlic des de l'any 498.[1]